# Bixină
Bixina este o apocarotenoidă regăsită în semințele speciei Bixa orellana, de unde provine și denumirea sa. Este de obicei extrasă din semințe formând annatto, un colorant alimentar natural ce conține aproximativ 5% pigmenți, dintre care 70-80% reprezintă bixină.